# Necunoscutul (film din 2011)
Necunoscutul este un film francez, german thriller-psihologic regizat de Jaume Collet-Serra. A fost lansat pe 18 februarie 2013.

## Distribuție
- Liam Neeson - Dr. Martin Harris
- Diane Kruger - Gina
- January Jones - Elizabeth "Liz" Harris
- Aidan Quinn - Martin B
- Frank Langella - Professor Rodney Cole
- Bruno Ganz - Ernst Jürgen, a former Stasi operative
- Sebastian Koch - Professor Bressler
- Stipe Erceg - Jones
- Olivier Schneider - Smith
- Rainer Bock - Herr Strauss (chief of hotel security)
- Mido Hamada - Prince Shada
- Karl Markovics - Dr. Farge
- Eva Löbau - Nurse Gretchen Erfurt
- Clint Dyer - Biko